# Дом Кобылина
Дом Кобылина — двухэтажное здание, расположенное на Петровской улице в городе Таганроге Ростовской области. Объект культурного наследия регионального значения. Приказ № 124 от 31.12.02 года.
Адрес: г. Таганрог, улица Петровская д. 49.

## История
В августе 1859 года в строительный комитет Таганрога было подано прошение на разрешение строительства каменного дома купцу 1-й гильдии Ивану Кобылину на Петровской улице. После получения разрешения на принадлежащем купцу месте был снесен амбар и построено новое двухэтажное кирпичное здание. Его фасад делился прямоугольными колоннами на четыре равные секции. В каждой секции было по три окна на верхнем этаже и два окна с входными дверями на первом.
После окончания строительства первый этаж сдавался под магазины, на втором предприниматель Василий Боровой оборудовал гостиницу «Лондон». Над оконными проемами второго этажа виднелась большая вывеска с надписью: "Гостиница «Лондон» с номерами. Вход в гостиницу вёл через одноэтажную пристройку справа от здания, на крыше пристройки была веранда.
До октябрьской революции одноэтажная правая пристройка была достроена до уровня второго этажа, отчего здание приняло законченный вид. Над входной дверью был сделан балкон, поддерживаемый металлическими стойками. Позднее с крыши здания были сняты декоративные вазы, разрушен балкон.
Иван Евстратиевич Кобылин торговал сахарным товаром, потом — бакалейными и гастрономическими товарами на Петровской улице и на Старом базаре. С 1845 года отец Антона Павловича Чехова служил у Кобылина по конторской части. У купца работал также дядя писателя, Иван Яковлевич Морозов. Павел Егорович вскоре был уволен из магазина за отказ продавать испорченную икру.
До 1855 года И. Е. Кобылин избирался городским головой, принимал участие в постройке Успенского собора и Митрофаниевской церкви. После него зданием до 1890-х годов зданием владел приемный сын Ивана Евстратьевича, Михаил Иванович Кобылин. В семье И. Е. Кобылин не было своих детей. Михаил Иванович Кобылин содержал гостиницу и ресторан. Он скончался в 1904 году от заболевания печени.
Нижний этаж здания по улице Петровской сдавался хозяевами в аренду под магазины. В первой секции был магазин под вывеской «Одесский магазин Н. Фалькнера» (принадлежавший купцу второй гильдии Нусиму Соломоновичу Фалькнеру), во второй и третьей секциях торговали Павел Петрович Степанов («Мануфактура») и Жирардовский («Полотно, парусина, скатерти»), в четвертой секции размещался магазин «Магазин. Чай, сахар купца Кобылина».
В 1902 году здесь были магазины галантерейных товаров Ерицпоха, «Табак и папиросы» Г. X. Мардиросова.
В 1902 году поменялся хозяином гостиницы, им стал Николай Артемович Тер-Арутюнов. Заразившись сыпным тифом, Тер-Арутюнов скончался 1 февраля 1915 года. Еще до смерти он продал гостиницу К. Л. Гавриленко, который в 1914 году переименовал её в «Метрополь», В годы НЭПа, в 1925 году при гостинице был открыт клуб-казино. Каждый день с 8 часов вечера в казино играли в лото, игры в карты разрешалась с десяти часов вечера. При клубе был ресторан со спиртными напитками, завтраками и обедами.
После Великой Отечественной войны в здание размещалось Управление НКВД, а с 1957 года — гостиница «Центральная». На первом этаже работал кинотеатр «Новости дня», переименованный позднее в «Смена». В 1980-х годах кинотеатр был закрыт, на его месте был открыт магазин импортной радиоаппаратуры и одежды «Диана».